# 欧洲共产主义
欧洲共产主义（英語：Eurocommunism）是指西欧发达国家的共产党在20世纪70年代至90年代初提出的一系列理论观点和政治路线，对斯大林主义进行了系统的批评。

## 发展历程
早在20世纪30年代，意大利共产党的创始人安东尼奥·葛兰西在狱中开始探索西欧国家不同于俄国的革命战略，提出“夺取文化霸权”、“阵地战”、“运动战”等革命战略思想。他被认为是欧洲共产主义的思想先驱。
第二次世界大战以后，大部分西欧国家都已实现普选，并在逐步建设福利国家，社会结构和阶级关系发生许多变化。1956年2月，苏联共产党第一书记赫鲁晓夫在苏共“二十大”上批判斯大林的错误，促使西欧各国共产党人重新认识苏联的社会主义实践，强调独立自主地确定政治路线。同年12月，意大利共产党总书记帕尔米罗·陶里亚蒂在意共“八大”上提出“结构改革”理论，主张通过议会斗争夺取政权，为过渡到社会主义准备条件。1968年，苏联武力鎮壓捷克斯洛伐克的“布拉格之春”，许多西欧共产党对此提出批评，推动它们提出不同于苏联共产党的独立自主的政治路线。
1973年9月11日，智利发生右翼军事政变，萨尔瓦多·阿连德领导的左翼政府被推翻。这一事件使意大利共产党震惊。为铲除滋生新法西斯主义的社会温床，贝林格建议意共与社会党和执政的天主教民主党建立联盟，在意大利实现代表大多数人民的“各种政治力量之间”的伟大的“历史性妥协”，要在西方国家通过议会民主争取政权。1975年，意共召开“十五大”，正式通过“历史性妥协”的方略。意共由此成为“欧洲共产主义”的创始者和象征。1976年意大利大选，意共取得有史以来最好的选举成绩。在1976年—1979年间，建立天民党主导、以天民党和共产党为中心的“全国团结政府”。此举成功地逼退极右翼和极左翼的进攻，旨在团结各方力量的“历史性妥协”逐渐被各方所接受。
1977年3月，意大利共产党领导人恩里科·贝林格、法国共产党领导人乔治·马歇、西班牙共产党领导人圣地亚哥·卡里略在马德里举行会晤，通过《在民主、自由中实现社会主义》的纲领，又称《马德里宣言》。《马德里宣言》全面阐述“欧洲共产主义”的基本主张，提出三国共产党完全有权利根据自己本国国情，独立自主地制定内外政治路线，在“民主、自由中实现社会主义”，宣告“欧洲共产主义”的正式诞生。“欧洲共产主义”在当时是作为既不同于社会党的“社会民主主义”，也不同于“苏联模式”的“第三条道路”而提出来的。在其发展鼎盛期，意大利共产党、法国共产党、西班牙共产党、大不列颠共产党、比利时共产党、荷兰共产党、希腊共产党（国内派）和瑞典左翼党—共产党人等18个党派宣布奉行“欧洲共产主义”路线，“欧洲共产主义”的实际影响超出欧洲范围，日本共产党、墨西哥共产党、澳大利亚共产党等政党也受到影响。这些政党共拥有党员330万人。意共、法共和西共被视为“欧洲共产主义”的三大支柱。
但就在《马德里宣言》提出的同年，由于与法国社会党关系恶化，法国共产党重新表态忠于苏联共产党的政治路线，放弃“欧洲共产主义”路线。不久，西班牙共产党也宣布退出“欧洲共产主义”三党联合。
1984年，恩里科·贝林格猝然逝世，作为“欧洲共产主义”主要支柱的意大利共产党陷入党内领导危机，派别林立，四分五裂。“欧洲共产主义”实际上已经名存实亡。在这一时期，意、西等国的“欧洲共产主义”政党的基本阵地逐渐被社会民主党蚕食。
1980年代末至1990年代初，在东欧剧变和苏联解体影响下，“欧洲共产主义”政党受到严重的政治冲击。意大利共产党宣布放弃共产主义意识形态，改组为左翼民主党。西班牙共产党和法国共产党内也发生严重的思想混乱，一部分人提出取消党的存在，但最终被否决，在此过程中，党的实力严重削弱。荷兰共产党、芬兰共产党等政党自行解散。瑞典左翼党—共产党人、大不列颠共产党、圣马力诺共产党等政党则选择改旗易帜，放弃共产主义意识形态。
在此之后，西班牙共产党、法国共产党等之前奉行“欧洲共产主义”的政党都没有再使用“欧洲共产主义”这一政治术语，尽管它们仍保留并发展一些带有“欧洲共产主义”色彩的政策。2017年，西共召开“二十大”，恢复马克思列宁主义的指导思想地位，彻底告别“欧洲共产主义”路线。

## 内容
1、主张改变马克思列宁主义的提法，以同苏联官方的“马克思列宁主义”（欧洲共产主义者认为其实质是斯大林主义）区别开来。法共提“科学社会主义”，西共提“马克思主义”，意共提“马克思思想、列宁思想、葛兰西思想”等等。这些共产党肯定马克思、恩格斯和列宁的积极作用，但认为他们的部分观点已不能很好地应对时代的变迁，并认为斯大林严重歪曲和篡改马克思主义。
2、走和平民主的社会主义道路，而不是采取暴力革命。
“无产阶级专政”中的“专政”一词易与“暴力”、“专断”混同，会被看作对民主、和平的否定。而“工人阶级”这一概念可以代指各种劳动人民，比“无产阶级”这一概念要更广泛。意共用“工人阶级领导权”来代替“无产阶级专政”。法共提出国家应成为代表劳动人民、由工人阶级发挥政治领导作用的政权。与社会党、社会民主党、工党、绿党等左翼政党联合，通过议会斗争、合法罢工、合法游行示威以及媒体宣传等方法，从而以合法手段掌握政权，将资本家和平地改造为工人。
3、在社会主义经济建设方面，长期实行公有制占优势的多种经济并存的混合型经济，不要过早地取消私有制。在城镇中，将大多数主要产业国有化，并发展合作社；在农村中，允许小农（农业工人）独自承包农田，工商业上提倡集体形式或者个体与合作社相结合的混合形式。允许中小型私有企业存在，私人可以占有一部分剩余价值，但必须通过税收等措施加以限制和调节。实行经济管理和计划管理民主化。
4、推行民主的社会主义模式。反对一党专政，认为这与社会主义民主是矛盾的，提倡人民多党民主制。
在一个社会主义国家中，人民可以自由组建多个代表工人阶级利益的政党，参与议会和总统选举；一些并不信仰社会主义的政党也可以存在，也可以参加竞选，无党派人士也能够作为候选人；但在宪法中明确规定国家的社会主义性质，明确规定一些经济政策；任何党派执政，其权利均受到宪法限制，又由于社会主义经济基础强大而不容易更改，所以能确保国家的社会主义性质。
强调全民普选、议会民主、多党竞选、政治多元、宪法至上、权力分散、地方自治，这些普世价值并不是资本主义所特有的，它们也是社会主义应该具备的基本特征，社会主义社会必须重视个人自由和个人价值。实现政治生活民主化和政治领导多党制，劳动人民广泛参与国家管理。
5、肯定共产党是工人阶级先锋队，党应该适当采用民主集中制，同时应该具备民主性和群众性，全心全意为人民服务。对入党条件不应该有苛刻的限制，只要是支持社会主义的人士，即使有宗教信仰，也可以入党。
承认社会民主党（含社会党、民主社会党、工党）在一定程度上为欧洲工人的生活改善作出贡献，共产党应该与社会民主党建立友好的关系。没有共产党领导，社会主义不能胜利；党的领导作用不是通过一党专政的形式来实现，共产党是一个类型的政党，而并非只是一个政党，党的领导作用由多个具备共产党性质的政党竞选执政来实现。另外，不应该把党的思想作为官方思想强加于国家和社会，而应该倡导思想自由化。
6、在国际共运中反对有“领导中心”、“领导党”。坚持各党独立自主，权利平等，互不干涉内部事务，尊重各党自主选择的道路。提出以新国际主义取代无产阶级国际主义的提法，认为把国际主义仅限于无产阶级范围内不利于联合一切民主力量，反对用“无产阶级国际主义”压制各国党并指挥其他党为其战略需要和外交政策服务。

## 批评
- 第四国际领导人厄内斯特·曼德尔于1978年发表了《从斯大林主义到欧洲共产主义》一书，系统批判了“欧洲共产主义”。他认为“欧洲共产主义”是“社会主义在一国胜利”的苦果。“欧洲共产主义”战略的历史根源可以追溯到考茨基的“消耗战略”。这种战略把资产阶级的统治看成是一个堡垒，想通过包围、迂回逐渐地消耗敌人，最后以极小的代价占领它，从而避免同资产阶级发生普遍的正面对抗。它的错误在于把资产阶级的统治仅仅看成是一个孤立的堡垒，视而不见这种统治实际上渗透于社会生活各个领域。因此，要推翻资产阶级统治，就必不可免地要同资产阶级发生全面的正面冲突。[9]
- 阿尔巴尼亚劳动党第一书记恩维尔·霍查在1980年也写了《欧洲共产主义是反共产主义》一文，站在“反修正主义”的视角批判了“欧洲共产主义”。他认为“欧洲共产主义”的出现是苏联领导人尼基塔·赫鲁晓夫提出“和平共处”理论的后果。[10]